# Estomaqueira

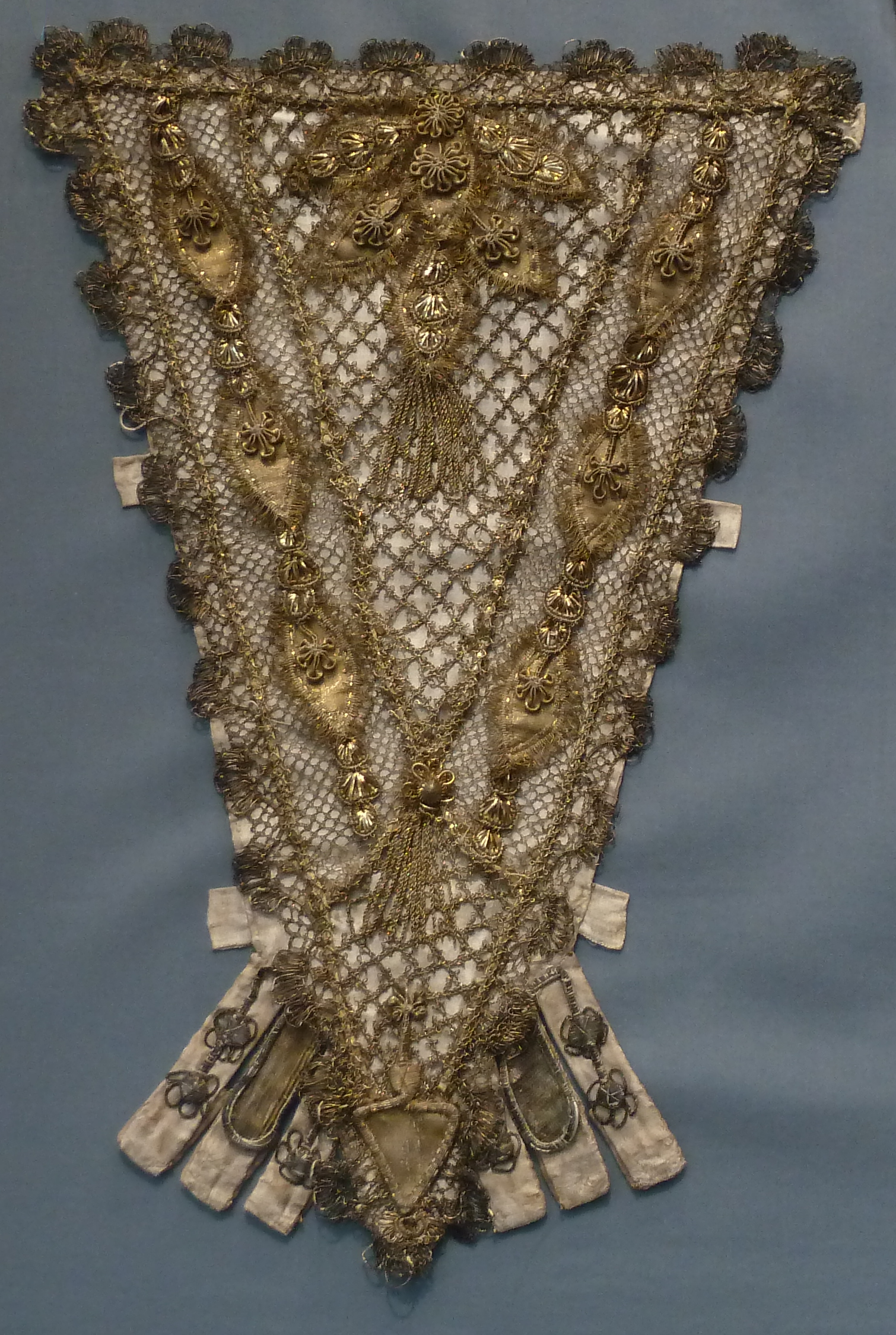
Estomaqueira, França, 1700–1750. Cetim de seda com fios metálicos, renda, appliqués, passementerie e borlas. Los Angeles County Museum of Art M.67.8.99

Uma estomaqueira ou peitilho (em inglês: stomacher) é um painel triangular decorado que preenche a abertura frontal do vestido ou corpete de uma mulher. A estomaqueira pode ser desossada, como a parte de um espartilho, ou para preencher a área frontal do mesmo. Se for simplesmente decorativa, a estomaqueira fica sobre o painel frontal triangular do espartilho, mantendo-se no lugar sendo costurada, presa com alfinetes, ou pelos laços do corpete do vestido.

## Estomaqueiras iniciais

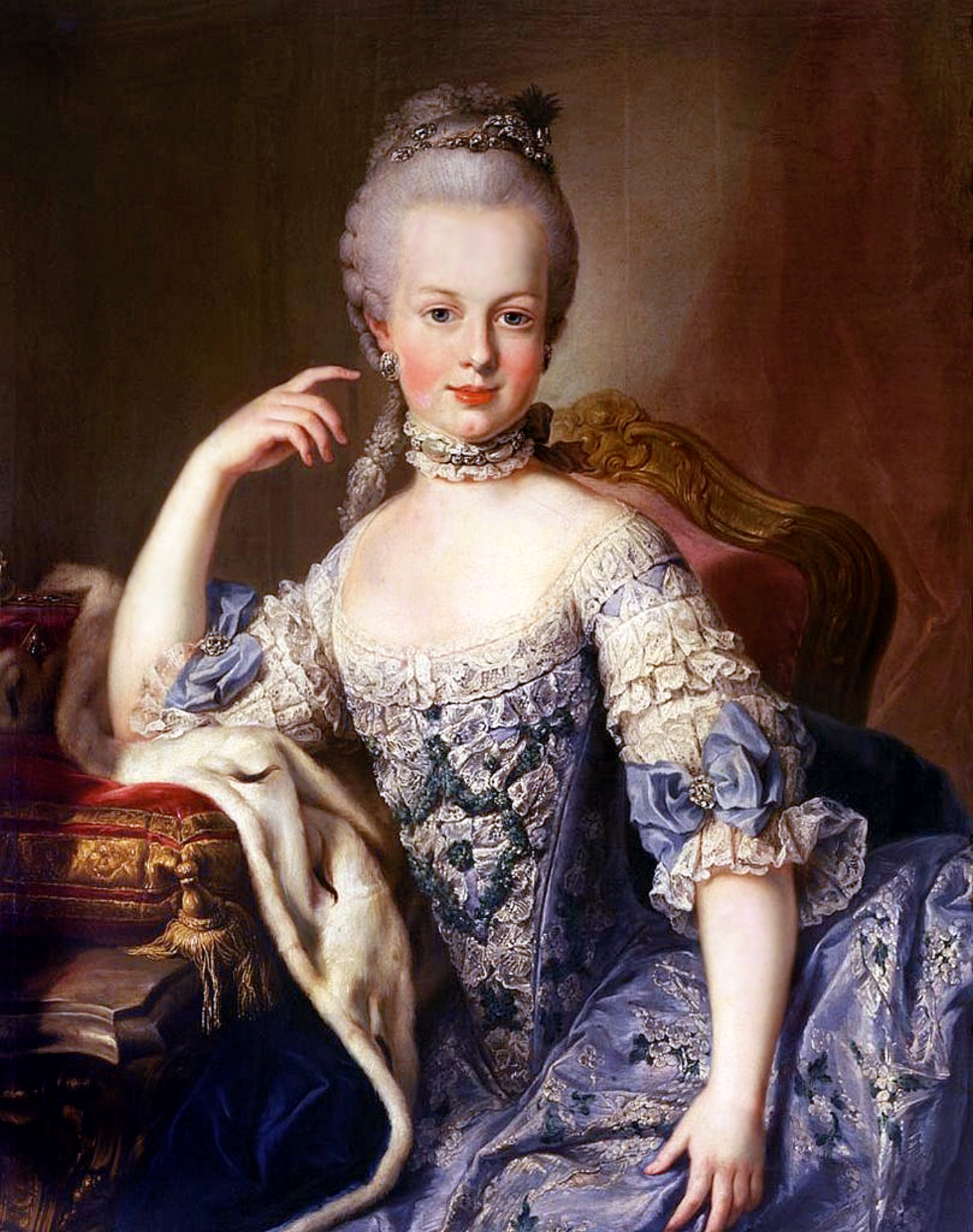
A jovem Maria Antonieta usando uma estomaqueira com rendas e joias, pintura de c. 1767-1768.

Nos séculos XVI e XVII, os homens e as mulheres usavam abotoaduras decorativas (muitas vezes chamadas de cartazes ou carcelas) com gibões e batas com a frente aberta. Nas pinturas de retratos, a forma e o estilo dessas estomaqueiras em combinação com os chapéus eram frequentemente usados para datar pinturas de um determinado período de tempo.
Em 1603, Elizabeth Wriothesley, condessa de Southampton, que estava grávida, escreveu ao marido em Londres pedindo-lhe que lhe comprasse uma estomaqueira, "compre-me um "stumiger" escarlate, com meio metro de largura e pelo menos tão longo, forrado com pelúcia para manter minha barriga quente durante os dias em que devo cavalgar".
Pinturas de algumas mulheres usando estomaqueiras do século XVII do norte da Holanda:

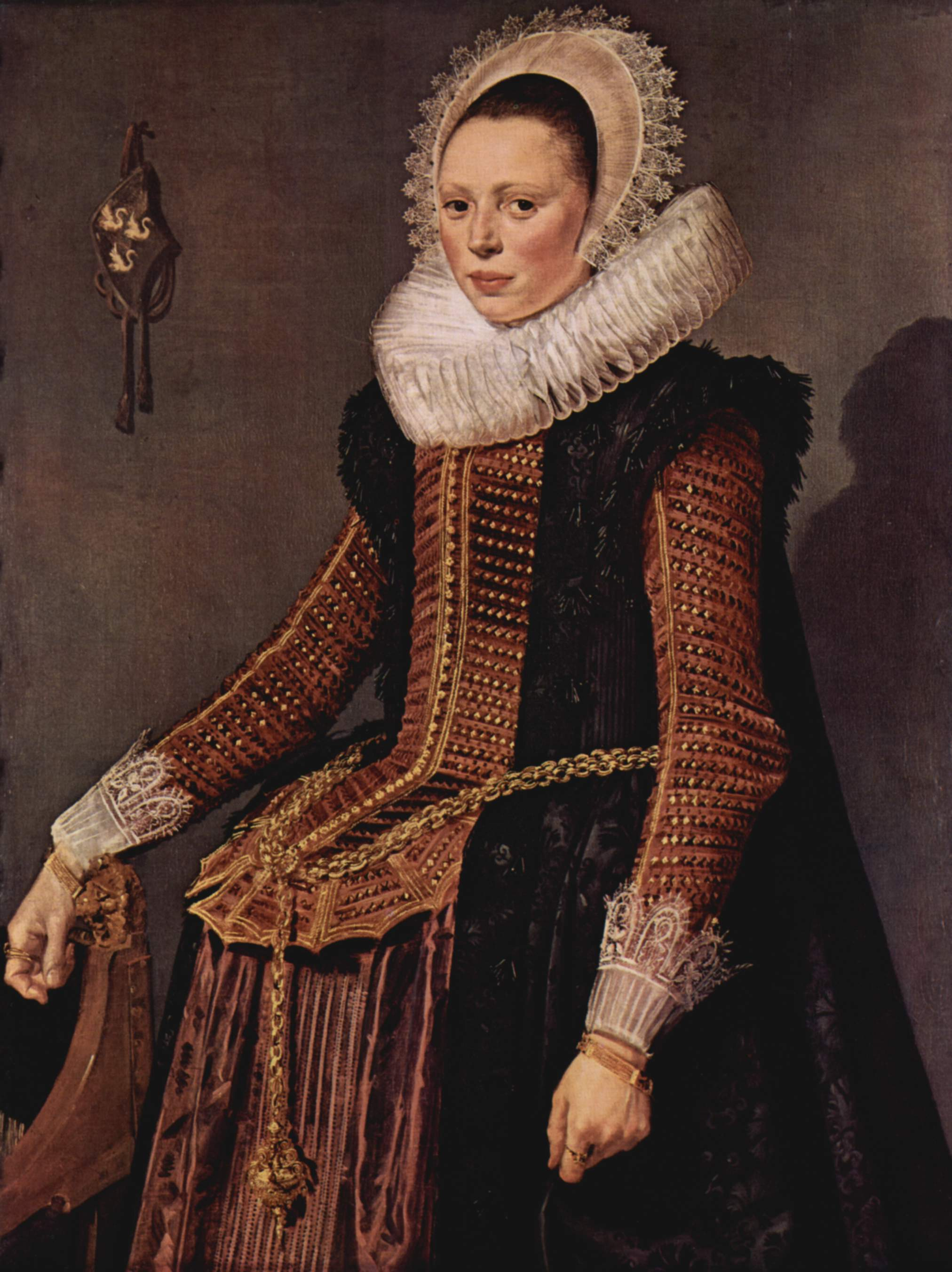
Estomaqueira c. 1620
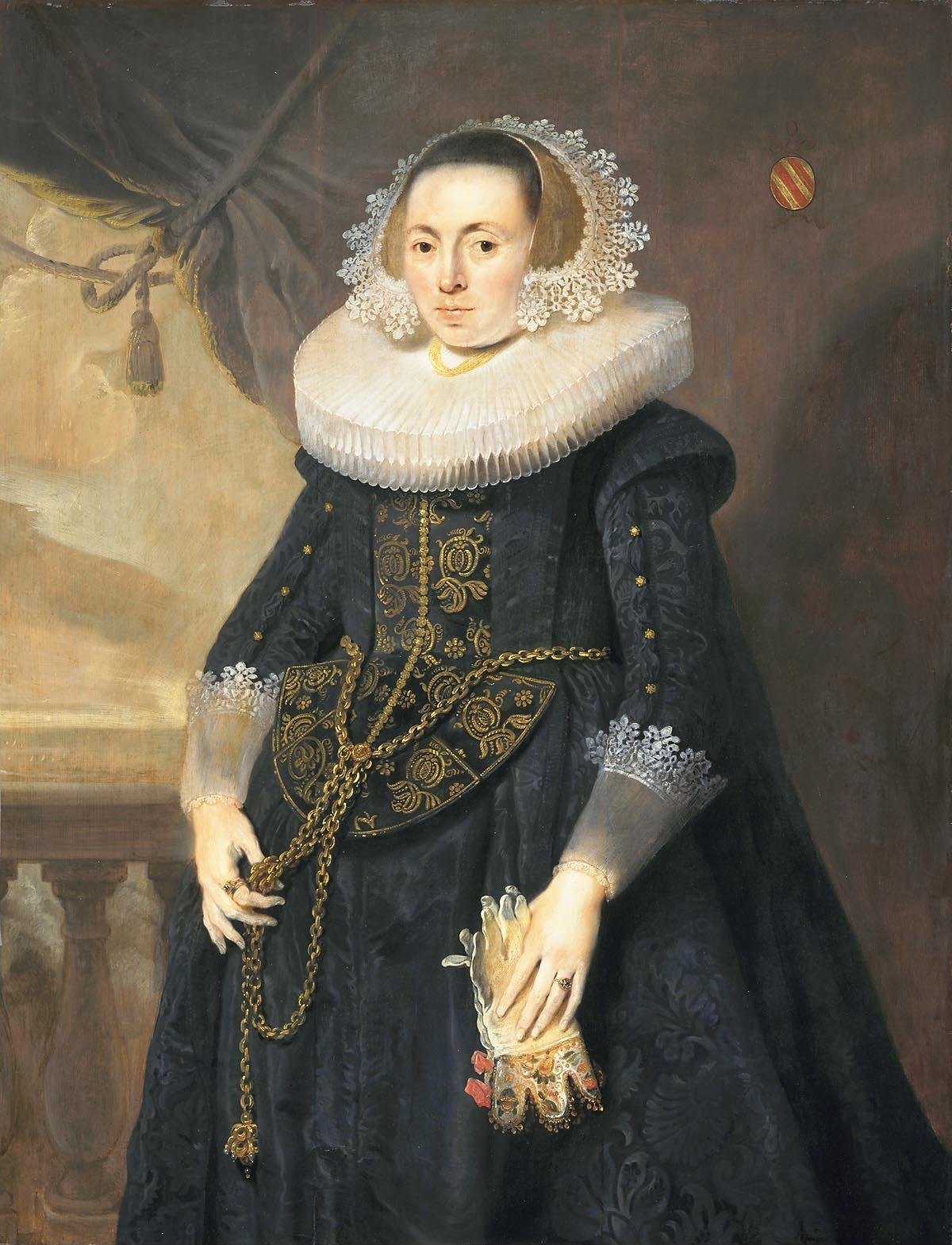
Estomaqueira c. 1630
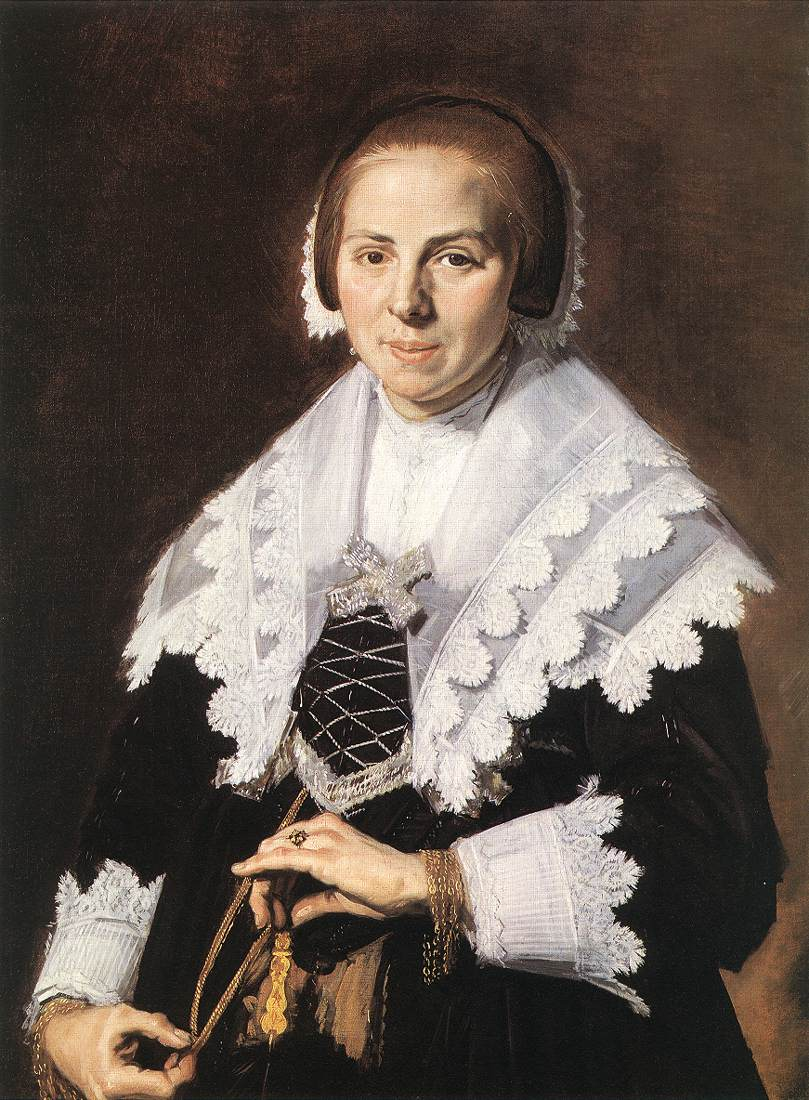
Estomaqueira c. 1640
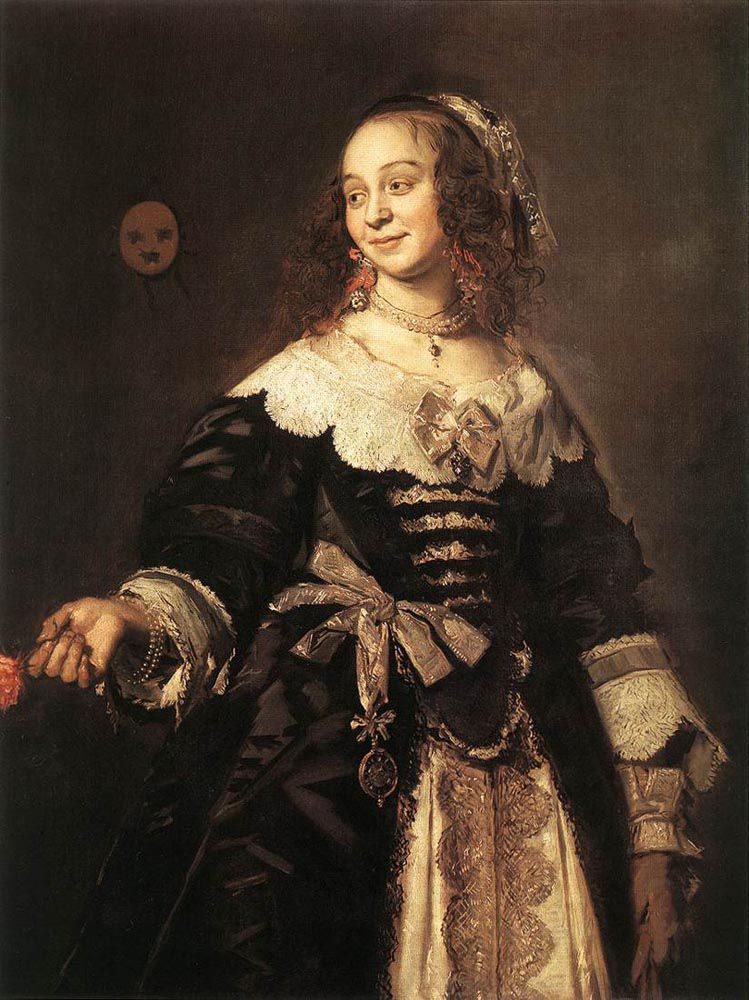
Estomaqueira c. 1650

## Estomaqueiras tardias
Estomaqueiras estavam dentro e fora de moda ao longo dos séculos XVII e XVIII, variando em estilo e decoração, em toda a Europa e nas Américas.
Por volta de 1740, a maioria dos vestidos e corpetes eram usados para revelar a estomaqueira, que cobria a frente do torso do decote à cintura ou mesmo abaixo da cintura. Os laços do corpete cruzavam-se sobre a estomaqueira e, eventualmente, os laços se tornavam uma série de laços decorativos, o nome desse tipo de estomaqueira adornada com laços era chamada de estomaqueira Eschelle.
As estomaqueiras costumavam ser bordadas ou cobertas de pérolas e outras joias. Elas podem ser feitas do mesmo tecido do vestido ou de um tecido contrastante. Dependendo do período, o ponto inferior ficava no nível da cintura ou mais baixo; no final do século XVIII, eles podiam estar a uma profundidade de até 25 centímetros abaixo da cintura, tornando impossível para a mulher que os usava sentar-se.
Os decotes também definiam o comprimento de um estojo. Houve um breve período durante a corte de Luís XVI, em que o decote e a estomaqueira na verdade ficavam abaixo dos seios, que eram cobertos por um babado de tecido transparente chamado fichu.